# Fortunato Mizzi

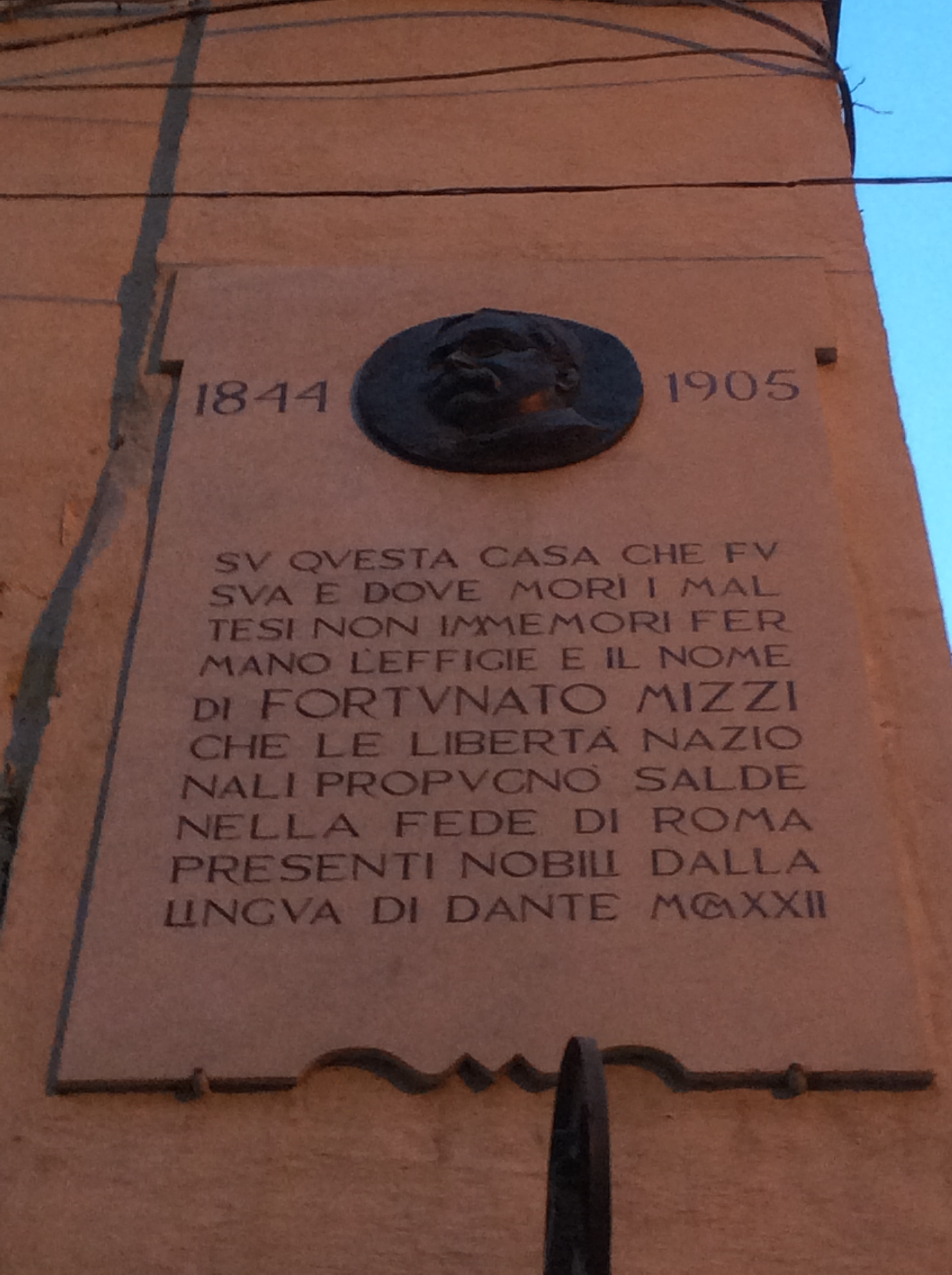
Lapide a Fortunato Mizzi a La Valletta

Fortunato Mizzi (La Valletta, 5 luglio 1844 – La Valletta, 18 maggio 1905) è stato un politico maltese.

## Biografia
Membro della comunità italofona di Malta (i Mizzi erano discendenti di Pietro Mizzi, emigrato a Gozo dall'Italia nel 1655), Mizzi fu un ammiratore del Risorgimento italiano e tra i più attivi sostenitori dell'utilizzo ufficiale della lingua italiana a Malta.
Nel 1880 Fortunato Mizzi fondò il Partito Anti-Riformista (Partit Anti-Riformista) - antesignano del Partito Nazionalista - per contrastare le politiche del governo coloniale britannico in materia fiscale e l'anglicizzazione del sistema giudiziario e scolastico. Tre anni dopo fondò un giornale, il Malta (Quotidiano Nazionalista), che divenne organo del partito nazionalista.
Il partito aveva anche posizioni molto vicine a quelle degli esuli italiani risorgimentali, cosa che causò frizioni con la Chiesa cattolica locale. Il Partito Anti Riformista si sciolse nel 1905 per la stretta repressiva dei britannici sull'attività politica maltese.
Fortunato Mizzi sposò Maria Sofia (Marie Sophie) Folliero de Luna, figlia del viceconsole del Regno di Napoli, dalla quale ebbe un figlio, Enrico Mizzi, futuro Primo Ministro maltese nel 1950.

## Memoria
Una lapide con un epitaffio alla memoria di Fortunato Mizzi fu collocata nell'ex casa di Mizzi in 15 Old Mint Street, La Valletta, nel 1922. La targa fu inaugurata nel 1922 dall'allora Primo Ministro Joseph Howard alla presenza di Sir Filippo Sciberras, altri membri dell'Assemblea nazionale e una grande folla di sostenitori. L'epitaffio, in italiano, menzionava il fatto che Fortunato Mizzi fosse vissuto e morto in quella casa ed esaltava le sue molte virtù e la sua dedizione alla causa nazionale. Includeva un'effigie in bronzo di Mizzi in un tondo realizzato dallo scultore russo emigrato a Malta, Boris Edwards.
Un busto di Fortunato Mizzi, inaugurato nel 1940, può essere visto nei giardini del Pincio a Roma accanto a quello di Pasquale Paoli.
L'8 giugno 1940 una protesta anti-italiana, stimolata dallo svelamento del busto di Fortunato Mizzi nei giardini del Pincio il giorno prima, distrusse la targa alla Valletta.
L'Italia dichiarò guerra alla Gran Bretagna e alla Francia due giorni dopo le proteste alla Valletta.
Una nuova lapide per Fortunato Mizzi venne preparata in Italia, scolpita da Orlando Paladini Orlandini, e realizzata in marmo bianco di travertino, che misura 2 x 1,27 metri per 400 kg di peso. Portava una replica identica dell'epitaffio, fiancheggiata da due enormi fasci, sormontata da un busto in bronzo di Mizzi. La lapide replica doveva essere collocata nello stesso posto alla Valletta una volta che l'isola fosse caduta alle forze italiane.  Nel 1941 la lapide fu spostata nella Basilica di Santa Croce a Firenze per essere esposta tra i memoriali della grande e potente Italia. Fu spostata in deposito nel 1943 e vi rimase fino al 2019, quando fu donata a Malta dall'Opera di Santa Croce. È esposto al Malta at War Museum di Birgu.
Negli anni '50 una terza targa a Fortunato Mizzi fu esposta in sostituzione di quella vandalizzata nel 1940 in Old Mint Street, La Valletta.